# Giovacchino Forzano
Giovacchino Forzano (* 19. November 1884 in Borgo San Lorenzo; † 28. Oktober 1970 in Rom) war ein italienischer Dramatiker, Librettist, Drehbuchautor, Publizist und Regisseur.

## Leben
Forzano studierte Medizin, Rechtswissenschaft und Gesang. Erste Theatererfahrung sammelte er als Bariton an kleinen Bühnen in der Toskana. Parallel begann er als Journalist zu arbeiten; u. a. für La Nazione (Florenz), La Stampa (Turin) und den Corriere della Sera (Mailand).
Bekannt wurde er als Autor und Regisseur dramatischer Texte. Er schrieb Opernlibretti wie etwa Suor Angelica und Gianni Schicchi, zu denen die Musik von Giacomo Puccini komponiert wurde. Besonders populär wurde sein Arientext O mio babbino caro aus Gianni Schicchi. Als Regisseur inszenierte er u. a. am Teatro Regio in Turin, in der Mailänder Scala, der Arena von Verona und am Royal Opera House London.
Während der Zeit des Faschismus organisierte Forzano für den Partito Nazionale Fascista ein Wandertheater, den Carro di Tespi. Forzano gehörte zum Freundeskreis von Benito Mussolini, mit dem er zusammen die drei Theaterstücke Campo di maggio (1930), Villafranca (1932) und Cesare (1939) verfasste. 1932 nahm Forzano an einem Wettbewerb für einen Film zum zehnten Jahrestag des Marsches auf Rom. In der Folge war er an der Produktion mehrerer Propagandafilme beteiligt und gründete in Tirrenia ein eigenes Studio. Forzano produzierte Versionenfilme von mehreren seiner Dramen, so von "Villafranca" und "Hundert Tage". Erfolgreich war er meist mit historisch orientierten Film-Arbeiten.
Giovacchino Forzano war der Vater des Filmregisseurs Andrea Forzano (1915–1992).

## Werke

### Prosa

#### Erinnerungen
Come li ho conosciuti, Eri, Turin 1957.

#### Geschichtsbücher
- Carrara dal 27 aprile al 22 agosto ’59. Tip. Artistica, Carrara 1909
- Carrara nel 1859: notizie raccolte da documenti inediti dell’Archivio Comunale e riordinate ad uso delle scuole. Tip. Lanini, Florenz 1911

### Dramen

#### Libretti
- Notte di leggenda. Tragedia lirica (Oper) in einem Akt. Musik: Alberto Franchetti. UA 29. März 1906 Mailand (Scala). – Neufassung: UA 14. Januar 1915 Mailand (Scala)
- Lodoletta. Dramma lirico (Oper) in 3 Akten. Musik: Pietro Mascagni. UA 30. April 1917 Rom (Teatro Costanzi)
- Suor Angelica (Schwester Angelica). Oper in einem Akt (2. Teil von Il trittico). Musik: Giacomo Puccini. UA 14. Dezember 1918 New York City (Metropolitan Opera)
- Gianni Schicchi. Oper in einem Akt (3. Teil von Il trittico). Musik: Giacomo Puccini. UA 14. Dezember 1918 New York City (Metropolitan Opera)
- Edipo re. Grand opéra in einem Akt. Musik: Ruggero Leoncavallo (Fragment, ergänzt von Salvatore Allegra [1898–1993]). UA 13. Dezember 1920 Chicago
- Il piccolo Marat (Der kleine Marat). Dramma lirico (Oper) in 3 Akten (zusammen mit Giovanni Targioni-Tozzetti [1863–1934]). Musik: Pietro Mascagni. UA 2. Mai 1921 Rom (Teatro Costanzi)
- Glauco. Oper in 3 Akten. Musik: Alberto Franchetti. UA 1922 Neapel
- Il finto paggio (Der falsche Page). Commedia musicale (Oper). Musik (1924): Alberto Franchetti (nicht aufgeführt)
- Sly ovvero La leggenda del dormiente risvegliato (Sly oder Die Legende vom wiedererwachten Schläfer). Oper in 3 Akten. Musik: Ermanno Wolf-Ferrari. UA 29. Dezember 1927 Mailand (Scala)
- Il gonfaloniere (Der Bannerträger). Oper. Musik (1927; Fragment): Alberto Franchetti
- Il re (Der König). Novella (Oper) in einem Akt. Musik: Umberto Giordano. UA 12. Januar 1929 Mailand (Scala)
- Fiori del Brabante. Azione coreografica (Festspiel). Musik: Alberto Franchetti (Kermesse), Pietro Mascagni (Danza dei Gianduiotti e Giacomette), Riccardo Zandonai, Alfredo Casella, Gian Francesco Malipiero, Ildebrando Pizzetti, Ottorino Respighi. UA 10. Februar 1930 Turin (Teatro Regio; anlässlich der Hochzeit von Umberto von Savoyen und Marie José von Belgien)
- Don Napoleone (Don Bonaparte). Komische Oper. Musik (1941): Alberto Franchetti (nicht aufgeführt)

#### Theaterstücke und Drehbücher
- Gli amanti sposi (Komödie, 1924)
- Il conte di Bréchard (Historisches Drama, 1924)
- Il dono del mattino (Komödie, 1925)
- Gutlibi (Drama, 1926)
- Ginevra degli Almieri (Historisches Drama, 1927)
- Danton (Historisches Drama, 1929)
- Campo di maggio (Historisches Drama, 1930; zusammen mit Benito Mussolini). UA 18. Dezember 1930 Rom (Teatro Argentina)
  - Deutsche Erstaufführung: Hundert Tage (1932, Deutsch von Géza Herczeg, Deutsches Nationaltheater Weimar)
  - Österreichische Erstaufführung: Hundert Tage (1933, Burgtheater, Wien)
  - Deutschsprachige Buchausgabe: Hundert Tage. Drei Akte in neun Bildern. Deutsch von Géza Herczeg. Paul Zsolnay Verlag, Berlin / Wien / Zürich 1933
- Villafranca (Historisches Drama, 1932; zusammen mit Benito Mussolini)
  - Deutsche Erstaufführung: Cavour (1940, Staatstheater Berlin, Deutsch von Werner von der Schulenburg, Regie: Gustaf Gründgens)
- Racconti d’autunno, di inverno e di primavera (nationalistisches Festspiel, 1937)
- Cesare (Historisches Drama, 1939; zusammen mit Benito Mussolini)

### Filme (Auswahl)
- 1933: Camicia nera (Drehbuch und Regie: Giovacchino Forzano)
  - dt. Fassung: Das Schwarzhemd bearbeitet von Herbert Selpin
- 1934: Villafranca (Verfilmung des gleichnamigen Dramas, zusammen mit Benito Mussolini; Regie: Giovacchino Forzano)
- 1936: Campo di maggio (Verfilmung des gleichnamigen Dramas, zusammen mit Benito Mussolini; Regie: Giovacchino Forzano)
  - dt. Fassung: Hundert Tage (1935, Regie: Franz Wenzler; mit Gustaf Gründgens, Werner Krauß, Ernst Legal, Leo Peukert, Peter Voß, Elsa Wagner)
- 1940: Sei bambine e il Perseo (Drehbuch und Regie: Giovacchino Forzano)
- 1943: Piazza San Sepolco

### Inszenierungen fremder Werke (Auswahl)
- Ottorino Respighi / Claudio Guastalla (1880–1948): Belfagor. Premiere: 26. April 1923 Mailand (Teatro alla Scala)
- Gabriele D’Annunzio: La figlia di Iorio. 1927 im Freilichttheater des Vittoriale